# Amateur d'Auxerre
Ne pas confondre avec Amateur d'Autun, premier évêque d'Autun au IIIe siècle.
Pour les articles homonymes, voir Amateur (homonymie).
Amateur d'Auxerre ou saint Amatre, en latin Amator, né au IVe siècle à Auxerre, où il est mort le 1er mai 418, est un saint catholique gallo-romain.
Il fut le prédécesseur de saint Germain comme évêque d'Auxerre. 

## Biographie

### Avant l'épiscopat
Amateur est le fils d'un riche marchand nommé Proclidius, et d'Isiciole, dame d'Autun. C'est un jeune homme lettré, passionné pour le service divin.
Cependant, son père décide de le marier avec une jeune femme prénommée Marthe, de la même condition que lui et originaire de Langres. L'évêque d'Auxerre Valérien (331–360) vient donner la bénédiction nuptiale aux jeunes époux. L'histoire nous conte qu'Amateur récite, en lieu et place de la bénédiction nuptiale, celle que l'on prononce pour la consécration des personnes réservées à Dieu. Les deux époux se promettent de vivre comme frère et sœur. Après la mort de l'évêque, ils demandent à son successeur Hellade d'Auxerre de les recevoir lui comme clerc et elle comme moniale.
Du temps de son diaconat, il fait une remontrance à Palladie, dame autunoise, venue faire ses Pâques à l'église dans des habits de grand luxe. Il guérit cette dame tombée malade quelque temps plus tôt, convertit et baptise son époux,.

### Épiscopat
Amateur devient évêque en 388 ; la geste des évêques d'Auxerre, qui indique pour son épiscopat une durée de 30 ans, 1 mois et 5 jours, permet de présumer de la date exacte : le 28 mars de cette année-là, en comptant à rebours depuis la date de sa mort le 1er mai 418. Il est le premier évêque d'origine locale, signe de croissance du nombre de chrétiens.
Il acquiert une réputation de faiseur de miracles, notamment de guérisons ; il est aussi question d'un incendie éteint quand les villageois y jettent son bâton de marche qu'il leur a donné. Si elle n'est son plus grand miracle, la conversion en homme d'église du gouverneur gallo-romain Germain d'Auxerre est son action la plus considérable de tout son épiscopat : ce ne fut pas simple d'imposer une volonté à cet aristocrate socialement destiné au pouvoir temporel, habitué à recevoir l'obéissance de tout son entourage et plutôt peu prédisposé s'il en est à l'état de religieux ; ce faisant, Amateur a amené à l'épiscopat une personnalité entraînée au mieux à gérer les troubles qui devaient suivre.
Car son temps est aussi marqué par l'invasion des barbares passant le Rhin le 1er janvier 406, et subséquemment par la mort de l'enfant martyr saint Just tué au cours de cette invasion. 

#### Conversion de Germain par Amâtre
Résolument décidé à éradiquer les superstitions locales pour établir la foi catholique, il fait abattre un grand poirier sur lequel Germain d'Auxerre, alors gouverneur du lieu au nom de l'Empire romain et qui chasse comme de nombreux autres aristocrates, exhibe ses prises en y suspendant leurs têtes. Germain, coléreux, le menace de mort et Amateur se réfugie à Autun, où il est reçu avec les honneurs par l'évêque Simplice et son clergé, et par le préfet gallo-romain Jules,. 
À Autun, il reçoit la révélation que Germain va être son successeur et un excellent serviteur de Dieu. Il demande audience au préfet Julius qui le reçoit et accorde à Amateur le droit de donner le diaconat à Germain. Il s'attarde à Autun pour la dédicace d'un oratoire élevé sur le tombeau de saint Symphorien ; cet oratoire devient plus tard l'abbaye Saint-Symphorien d'Autun. Les deux prélats de retour rencontrent trois lépreux qu'ils guérissent par onction, en leur donnant à boire de l'eau du Jourdain rapportée de Palestine par l'évêque d'Autun saint Rhétice. Il rentre à Auxerre avec quelques reliques de saint Symphorien qu'il dépose au Mont Artre dans un oratoire qui prend le nom de ce saint.
Peu après, il réunit une foule devant sa maison et lui dit de se choisir un successeur car lui-même perd sa vigueur ; mais la foule hésite. Voyant cela, il la conduit jusqu'à l'église devant laquelle il commande de laisser les armes dehors. Ceci fait et la foule entrée dans l'église désarmée, il fait fermer les portes, se saisit de la personne du gouverneur Germain avec l'aide de clercs et de nobles, le tonsure, l'habille de vêtements appropriés, lui fait part de sa vision et le déclare ecclésiastique en lui enjoignant de prendre sa suite à la tête des chrétiens de l'Auxerrois. Suivent quelques années au cours desquelles Germain devient prêtre et se prépare pour la succession.
Georges Viole, biographe de saint Germain, situe la conversion de Germain par Amateur au plus tard en 410, soit au moins huit ans avant la mort d'Amateur.

#### Voyages
La légende veut qu'au cours de son voyage vers Autun, en traversant la forêt de Gouloux, les paysans le reconnaissent. Amateur guérit l'un d'eux qui était malade en faisant le signe de la croix. Ce miracle lui attire un grand nombre de personnes autour de lui. Se trouvant près d'Alise, un certain Soffronius recherche son argenterie qu'on lui a volée. Amateur lui prédit qu'il va bientôt retrouver son bien et ses voleurs, mais lui fait promettre de bien vouloir leur pardonner. Les voleurs sont retrouvés avec l'argenterie et Soffronius leur pardonne et leur fait promettre sur le tombeau de saint Andoche et de saint Thyrse de ne plus recommencer.
Il rapporte d'un voyage en Asie mineure effectué en compagnie de saint Savin, des reliques de saint Cyr et de sainte Julitte qu'il distribue partiellement à diverses églises de France (Toulouse, Arles…), offrant un bras de saint Cyr à saint Savin. C'est depuis ce voyage que le culte de ces martyrs commence en Occident. La majeure partie des reliques reste à Auxerre où elles sont si bien cachées qu'elles sont oubliées. Au IXe siècle, elles sont redécouvertes et emportées par Jérôme, évêque de Nevers, qui consacre la cathédrale de Nevers à saint Cyr et sainte Julitte.

#### Actes
Il extirpe les croyances païennes encore en faveur dans son siècle, et favorise le culte des saints. 
Le nombre de fidèles grandissant alentour, l'église au bord de l'Yonne consacrée du temps du premier évêque saint Pèlerin n'est plus assez grande. Il se fait donner par un certain Ruprilius ou Rutilius un grand corps de logis dans l'enceinte des murs de la ville, le transforme en lieu de culte et le dédie un 3 octobre. C'est l'église Saint-Étienne, et il est possible qu'Amateur soit celui qui l'a dédié à saint Étienne, premier martyr - du moins le pensait-on au IXe siècle, ; d'autres candidats à cet honneur ne manquent pas : saint Didier (évêque de 605-621) en renouvelle la dédicace un 25 avril, Guillaume de Seignelay la fait rebâtir en 1215.
Selon sa légende, c'est également lui qui chasse une légion de démons venue hanter le mont Autricus, appelé aussi le Mont-Artre ou Mont-Tartre,, où il fonde l'oratoire Saint-Symphorien. C'est là que Marthe puis lui-même sont enterrés, et par la suite l'édifice prend le nom d'église Saint-Amâtre,.
Lorsque meurt Marthe, qui vivait sur les terres familiales à Airy, le corps est ramené à Auxerre et Amatre la fait enterrer sur le mont Artre (quartier Saint-Amâtre actuel).

### Mort
Plusieurs années après la conversion de Germain (voir ci-dessus « Conversion de Germain par Amâtre »), Amâtre tombe malade. Le 1er mai 418, sentant venir la fin, il se fait porter dans l'église où il meurt vers 9 heures du matin.
Il est inhumé sur le Mons Autricus, dans l'oratoire où repose Marthe. L'église qu'il a fait élever de son vivant sur ce mont pour recevoir les reliques de saint Symphorien prend son nom peu après sa mort.
Sa vie a été écrite au VIe siècle par Étienne l'Africain ; ce document est maintenant perdu,[source insuffisante].

## Culte de Saint Amâtre
Son culte commence en France au VIe siècle et se répand jusqu'en Catalogne lorsque Charlemagne fait don d'une de ses reliques dans cette région. saint Didier dit "Desiderius" (évêque d'Auxerre de 605–621) porte lui-même une relique de saint Amâtre au monastère Saint-Amance de Cahors. Il est fété le 1er mai.

### Église Saint-Amatre à Auxerre

#### Mentions de Saint-Amâtre lieu de culte
L'oratoire Saint-Symphorien fondé par Amâtre et devenu l'oratoire puis l'église Saint-Amâtre (sur le mont Autricus), a existé à Auxerre depuis le IVe siècle, dans le quartier du même nom.
Saint Mamert, qui vivait à l'époque de saint Germain successeur d'Amâtre, affirme qu'il a eu ses visions à côté de la « basilique » Saint-Amâtre. Saint Urse (évêque d'Auxerre de 502–507) a vécu en solitaire pendant plusieurs années près de la même église.
Les statuts de saint Aunaire (évêque d'Auxerre de 572–605) écrits vers 580, et ceux de Tétrice (évêque d'Auxerre de 691–706) la nomment également ainsi.
Début IXe siècle Angelelme (évêque d'Auxerre de 813–828) fait construire une grande châsse en or et argent pour y mettre un vêtement d'Amâtre. Chrétien d'Auxerre (évêque d'Auxerre de 860–873) et Frotaire de Bordeaux (évêque de Bordeaux de 860–876) lèvent ensemble la dépouille d'Amâtre de sa première sépulture (celle-ci était peut-être près de l'entrée) dans l'église Saint-Amâtre pour la placer dans la crypte (de la même église) ; selon le moine Robert auteur de la Chronique de Saint-Marien, cette translation est de l'an 862. Ces reliques de saint Amâtre reposent dans la crypte du IXe au XIe siècle (installé sur le mont Autricus). Au IXe siècle il est aussi question de bâtir une « basilique funéraire » dans le cimetière d'Auxerre - peut-être à l'occasion de cette translation.

#### XIesiècle, établissement de religieux
Au XIe siècle une communauté régulière s'y installe, dirigée par un abbé et qui dépend de l'abbaye Saint-Étienne. L'abbaye est transformée en prieuré en 1164, quand les religieux de Saint-Satur s'y établissent ; dès lors le prieuré Saint-Amatre dépend de son abbaye-mère. L'église a peut-être été rebâtie à cette époque, dont date la crypte actuelle. Elle a aussi été rebâtie au XVIIe siècle.

#### Destruction et la crypte
Détruite à la Révolution, il n'en reste que la crypte hexagonale du XIIe siècle sous une maison de vignerons construite en partie avec les matériaux de l'église. Un sarcophage mérovingien encastré dans le mur y a très probablement servi de reliquaire. Un seul pavé du pavage est d'origine mais les arcs brisés de la voûte sont encore debout. Les colonnes, d'origine, sont construites avec des matériaux antiques récupérés.